# 粗毛雀舌木
粗毛雀舌木（学名：Leptopus chinensis var. hirsutus）为大戟科雀舌木属下的一个变种。

## 扩展阅读
- 維基物種上的相關：粗毛雀舌木